# 네팔라얀
네팔라얀(Nepalayan)은 뉴질랜드에서 온 잡종 고양이 품종 중 하나이다. 이 종은 히말라얀과 뉴질랜드의 다지증 고양이 사이의 교배로 탄생한 품종이다.

## 성격
이 종은 컬러포인트 털 무늬를 가지고 있다. 네팔라얀의 몸은 균형 잡힌 근육질의 몸을 갖고 있으며, 최대 발가락 수는 앞다리에 8개, 뒷다리에 7개이다. 네팔라얀의 털은 히말라야 종의 색이 모두 허용되며, 단모와 장모 모두 나타난다.